# Varietats de Como-Lecco
Les varietats de Como-Lecco són una família de dialectes del llombard occidental que es parlen a la Província de Como i a la Província de Lecco, especialment al voltant de les seves capitals i al nord de les regions. En altres parts d'aquestes províncies s'hi parlen, igualment diferents verietats dialectals del llombard, com ara el brianzó i el bustoc-legnanès.
Els principals dialectes d'aquesta família són:
- Comasco (parlat a la ciutat i als suburbis de Como)
- Laghée (parlat en la cosat nord del llac de la ciutat)
- Intelvès (parlat a la Vall d'Intelvi)
- Valassinès (diversos subdialectes que es parlen a la vall de Vallassìna)
- Leccès (parlat a la ciutat i als suburbis de Lecco)
- Valsassinès (parlat a la vall de Valsàssina)